# Profen
Profen ist eine Ortschaft der Gemeinde Elsteraue an der Weißen Elster im Burgenlandkreis. Sie liegt im Südzipfel des Bundeslandes Sachsen-Anhalt, nahe den Grenzen zu Sachsen und Thüringen.

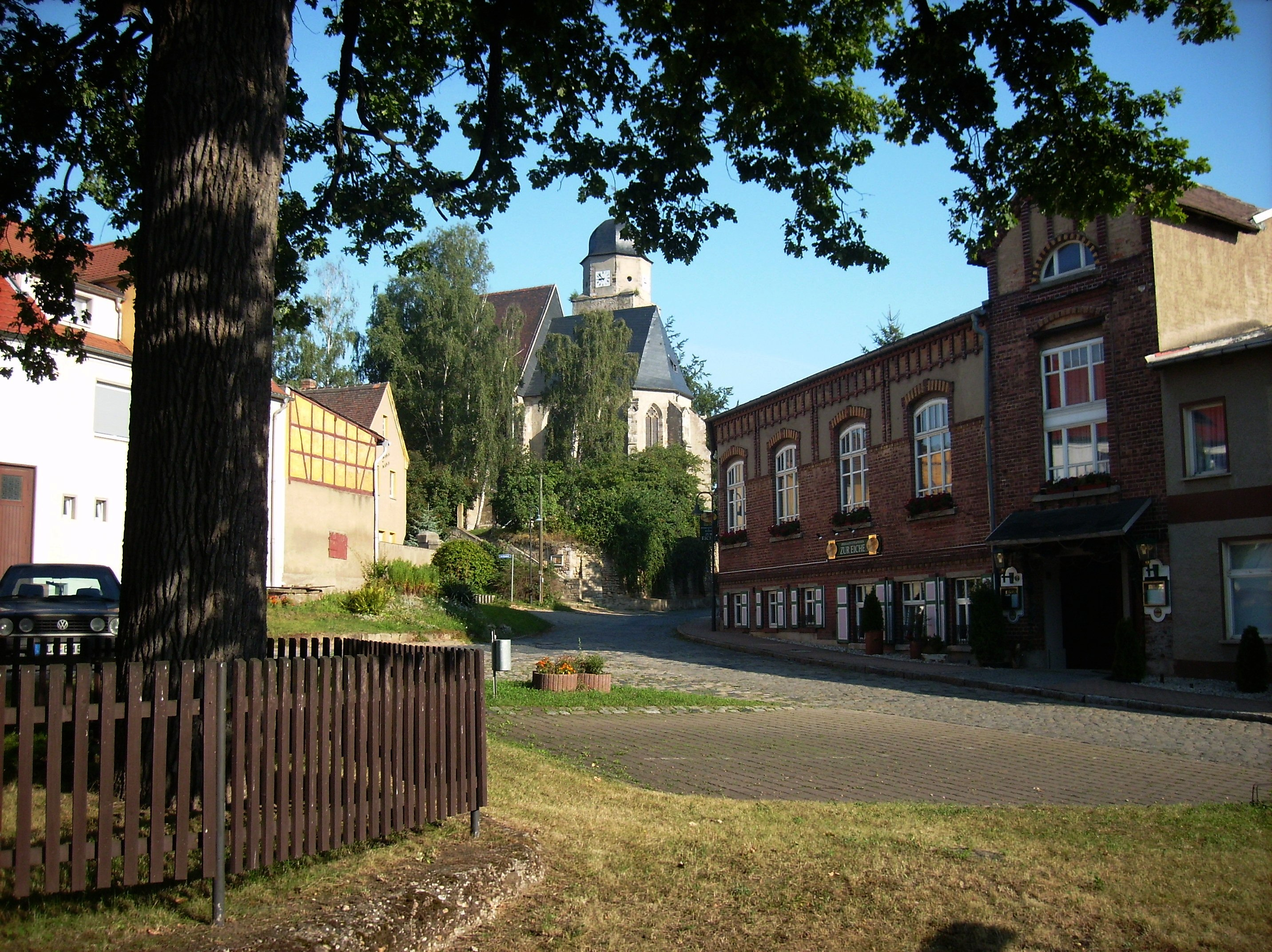
Markt und Kirche in Profen

Zu Profen gehören die Ortsteile Lützkewitz und Beersdorf.

## Geschichte
1079 erfolgte die erste urkundliche Erwähnung Profens. Im 12. Jahrhundert wurde durch die Mönche des Klosters Pegau der Profener Elstermühlgraben angelegt.
Im Jahr 1872 wurde die Bahnstrecke Leipzig-Zeitz erbaut und im darauffolgenden Jahr eröffnet. Bereits bei der Erbauung war ein Bahnhof für Profen vorgesehen, jedoch waren schon allein die Besitzer der Grundstücke am Märzer Weg trotz hohem Angebots nicht bereit ihre Grundstücke an die Bahn zu verkaufen. Daraufhin wurde der Bahnhof nach Reuden verlegt.
Erst im Jahr 1902 erhielt Profen eine Haltestelle, die durch eine Festfahrt nach Pegau und zurück, an die sich abends Tanz und Festessen reihte, eröffnet wurde. In den darauffolgenden Jahren entwickelte sich der Haltepunkt zum Bahnhof, das lag unter anderem an der Errichtung der Brikettfabrik Profen im Jahr 1911 die mit der Bahn bedient wurde. Nachdem sich Profen in den 1950er und 1960er Jahren endgültig zur Bergarbeitergemeinde entwickelt hatte, wurde 1967 der Profener Bahnhof komplett umgebaut und modernisiert, um dem großen Verkehrsaufkommen, welches das Braunkohlenwerk zu verantworten hatte, standzuhalten. Dieses bestand aus zahlreichen Kohlezügen aber auch aus der Beförderung der Werksmitarbeiter.
Die Errichtung der Brikettfabrik Profen begann 1911, wodurch sich die bis dato landwirtschaftlich geprägte Ortschaft zur Bergarbeitergemeinde wandelte.
Am 1. Juli 1950 wurden die bis dahin eigenständigen Gemeinden Beersdorf und Lützkewitz eingegliedert. Am 1. Juli 2003 wurde aus der bis dahin selbstständigen Gemeinde im Zusammenschluss mit Bornitz, Draschwitz, Göbitz, Könderitz, Langendorf, Rehmsdorf, Reuden, Spora und Tröglitz die Gemeinde Elsteraue gebildet.

## Wirtschaft und Infrastruktur

### Tagebau Profen
1941 war der Aufschlussbeginn und 1944 der Beginn der Kohleförderung aus dem Oberflöz des Tagebaus Profen. 1951 begann die Kohleförderung aus dem Unterflöz. Zwischen 1951 und 1954 wurde die Predeler Kippe angelegt.
1971 war der Beginn der Aufschlussarbeiten am Baufeld Süd und 1972 die Inbetriebnahme der Abraumförderbrücke F 34 Nr. 26 im Baufeld Nord.
1979 begann das Einfahren der Abraumförderbrücke Nr. 16 und Kopplung an die Abraumförderbrücke 26. 1982 begann die Innenverkippung mit dem Neubau-Absetzer 1112. Ab 1985 wurde im Restloch Pirkau verkippt.
1990 wurde der Brückenverband angehalten und gesprengt. 1993 bis 1995 wurde der Kohle-Misch- und Stapelplatz errichtet. 1999 kam es zur Wiederaufnahme der Innenverkippung im Tagebau Profen. 2004 wurde im Baufeld Schwerzau der erste Abraum bewegt. Am 4. Mai 2004 erfolgte ein Baggertausch am Baufeld Schwerzau, die mit einer Aufsehen erregenden Überquerung von 3 Tagebaugroßgeräten über die Grüne Magistrale verbunden war.
Der Tagebau Profen wird mit seinen Baufeldern Schwerzau und Profen-Domsen voraussichtlich bis 2035 in Betrieb sein.

### Geplantes Kohlekraftwerk Profen
Seit 2006 plant die Mitteldeutsche Braunkohlengesellschaft (MIBRAG) am Standort Profen den Bau eines neuen Braunkohlekraftwerks mit einer elektrischen Leistung von 660 Megawatt. Es soll das alte Industriekraftwerk Deuben und das Kraftwerk Mumsdorf, welches bereits 2013 vom Netz gegangen ist, ersetzen. Der Baubeginn war für 2015, die Inbetriebnahme für 2019/20 geplant. Voraussetzung für den Bau ist der Aufschluss eines neuen Tagebaus bei Lützen, der die Kohle zur Befeuerung des Kraftwerks liefern soll. Im April 2015 teilte die MIBRAG mit, dass das Kraftwerksprojekt auf Eis liege. Grund dafür sei die von Bundeswirtschaftsminister Gabriel geplante Klimaabgabe für CO2-intensive Kraftwerke, welche das Unternehmen in finanzielle Bedrängnis bringe.
Das Kraftwerk soll einen Brennstoffausnutzungsgrad von 43 Prozent haben und für die Kraft-Wärme-Kopplung, jedoch nicht für die CO2-Abscheidung (CCS) ausgelegt werden. Die Investitionssumme von 1,3 Mrd. Euro kann die Mibrag nicht allein stemmen und sucht daher noch einen Investor. Die Investorensuche gestaltet sich seit Jahren schwierig. Im März 2007 stieg der süddeutsche Energiekonzern EnBW Energie Baden-Württemberg aufgrund von Veränderungen der politischen Rahmenbedingungen für Braunkohle aus dem Projekt aus. Auch die Möglichkeit zur Beteiligung für Stadtwerke ab Herbst 2008 fand nur wenig Zuspruch. Bisher haben lediglich die Stadtwerke Leipzig eine Kostenübernahme von zehn Prozent zugesagt.
Das Kraftwerk Profen ist im regionalen Entwicklungsplan Halle und im Landesentwicklungsplan Sachsen-Anhalt verankert. Die MIBRAG bereitet sich nach eigenen Angaben auf das behördliche Genehmigungsverfahren vor. Erst wenn Rechtssicherheit und Wirtschaftlichkeit für das Kraftwerk gegeben seien, werde ein Investitions- und Baubeschluss gefasst. Die Bauzeit beträgt ca. fünf Jahre.
Der Kraftwerksneubau ist Kritik von zivilgesellschaftlicher und politischer Seite ausgesetzt. So bemängeln Umweltverbände, dass das neue Kraftwerk eine sehr viel höhere Leistung als die dafür abgeschalteten Kraftwerke habe und daher aus Sicht des Klimaschutzes trotz effizienterer Technik eine Verschlechterung der Umweltsituation zur Folge habe. Der Landesverband Sachsen-Anhalt von Bündnis 90/Die Grünen hält das Kraftwerk in Profen für unnötig und klimaschädlich, da der Energiebedarf des Landes bereits gedeckt sei.
Bürgerinitiativen kritisieren neben dem Kraftwerksneubau insbesondere den geplanten Aufschluss des Tagebaus Lützen, dem die Ortschaften Schweßwitz, Michlitz, Röcken, Sössen, Bothfeld, Gostau, Kölzen, Stößwitz und Ellerbach zum Opfer fallen würden. Insgesamt müssten 1000 Menschen umgesiedelt werden. Von dem Tagebau wäre auch kulturhistorisches Erbe – das Geburtshaus und das Grab von Friedrich Nietzsche in Röcken sowie die Gustav-Adolf-Gedenkstätte in Lützen – bedroht.

### Verkehr
In Profen liegt ein Bahnhof der Bahnstrecke Leipzig–Probstzella.
Der öffentliche Personennahverkehr wird unter anderem durch den PlusBus des Bahn-Bus-Landesnetz Sachsen-Anhalt erbracht. Folgende Verbindung führt, betrieben von der Personenverkehrsgesellschaft Burgenlandkreis, durch Profen:
- Linie 850: Zeitz ↔ Reuden ↔ Profen ↔ Strandbad Mondsee ↔ Hohenmölsen

Die Bundesstraße 2 führt durch Profen.

## Sehenswürdigkeiten / Tourismus
Der Ortskern von Profen besteht aus zahlreichen unter Denkmalschutz stehenden Fachwerkbauten, die im Zuge der Dorferneuerung zum Teil ansehnlich saniert wurden.
Eine besondere Sehenswürdigkeit ist die 1495 erbaute Dorfkirche Profen mit ihrem weit sichtbaren spätgotischen Turm. Sie war als Dekanatskirche in einem der ältesten Pfarrorte des Bistums Zeitz-Naumburg von Bedeutung, das im Spätmittelalter Marktrecht besaß, und ist daher in Formgebung und Ausführung für eine Dorfkirche außergewöhnlich. In der Kirche befindet sich die heute älteste erhaltene Kegelladenorgel Mitteldeutschlands, die im Jahr 1854 vom Eilenburger Orgelbaumeister Geißler gebaut wurde. Die Orgel hat 24 Register und zwei Manuale sowie Pedal. Die Besucherkirche ist von Ostern bis zum 31. Oktober und über Weihnachten bis zum 6. Januar tagsüber geöffnet.
Das 1875 errichtete Kriegerdenkmal im Ort wurde aus der ehemaligen Kursächsischen Postdistanzsäule des Pegauer Obertors gestaltet. An der alten Fernverkehrsstraße 2 (F 2) im Ortsteil Beersdorf kennzeichnen ein königlich sächsischer Grenzübergangsstein und ein königlich preußischer Halbmeilenstein (große Glocke) die ehemalige Grenze zwischen Königreich Sachsen und Königreich Preußen ab 1815, an gleicher Stelle verläuft heute die Ländergrenze zwischen Sachsen und Sachsen-Anhalt.
Der Elster-Radweg führt durch Profen.

## In Profen geborene Persönlichkeiten
- Johann Friedrich Hütter (1774–1840), Jurist und Bürgermeister von Zeitz
- Florian Lobeck (1816–1869), Altphilologe
- Heinz Walter (1921–1983), Pharmakologe und Apotheker, Fachautor und Editor

## Galerie

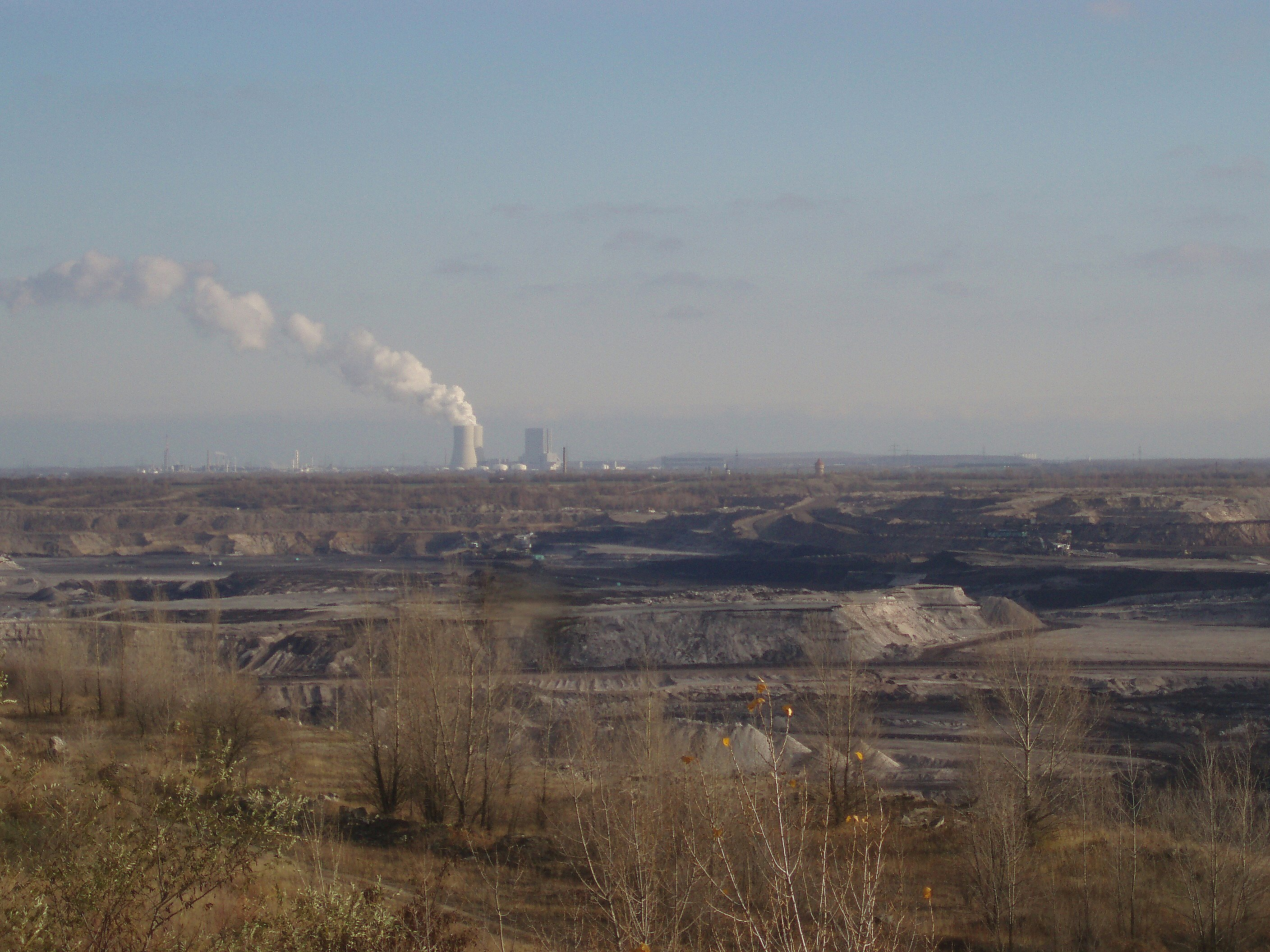
Tagebau Profen-Süd mit Kraftwerk Lippendorf
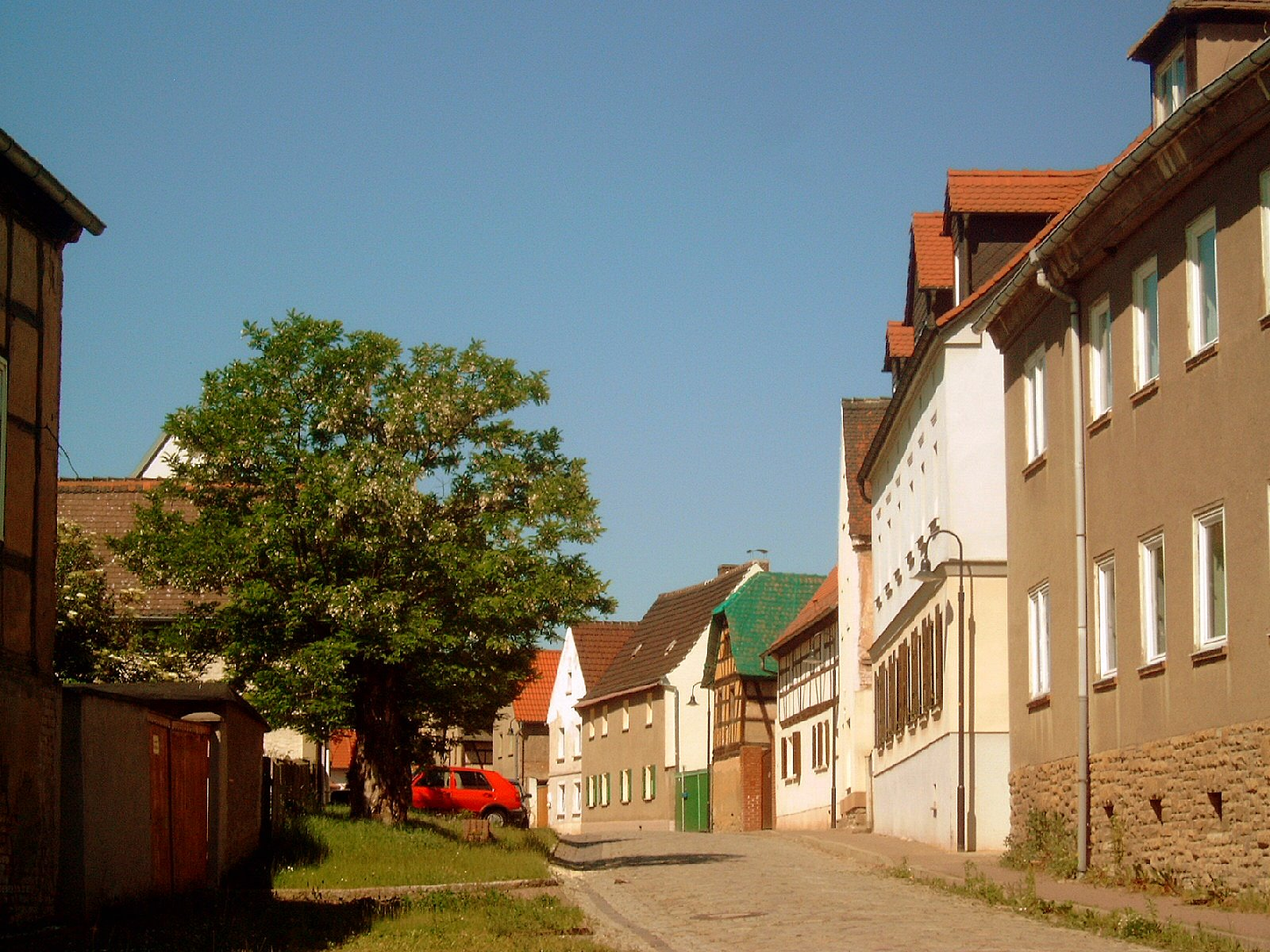
Dorfstraße in Profen im Juni 2006
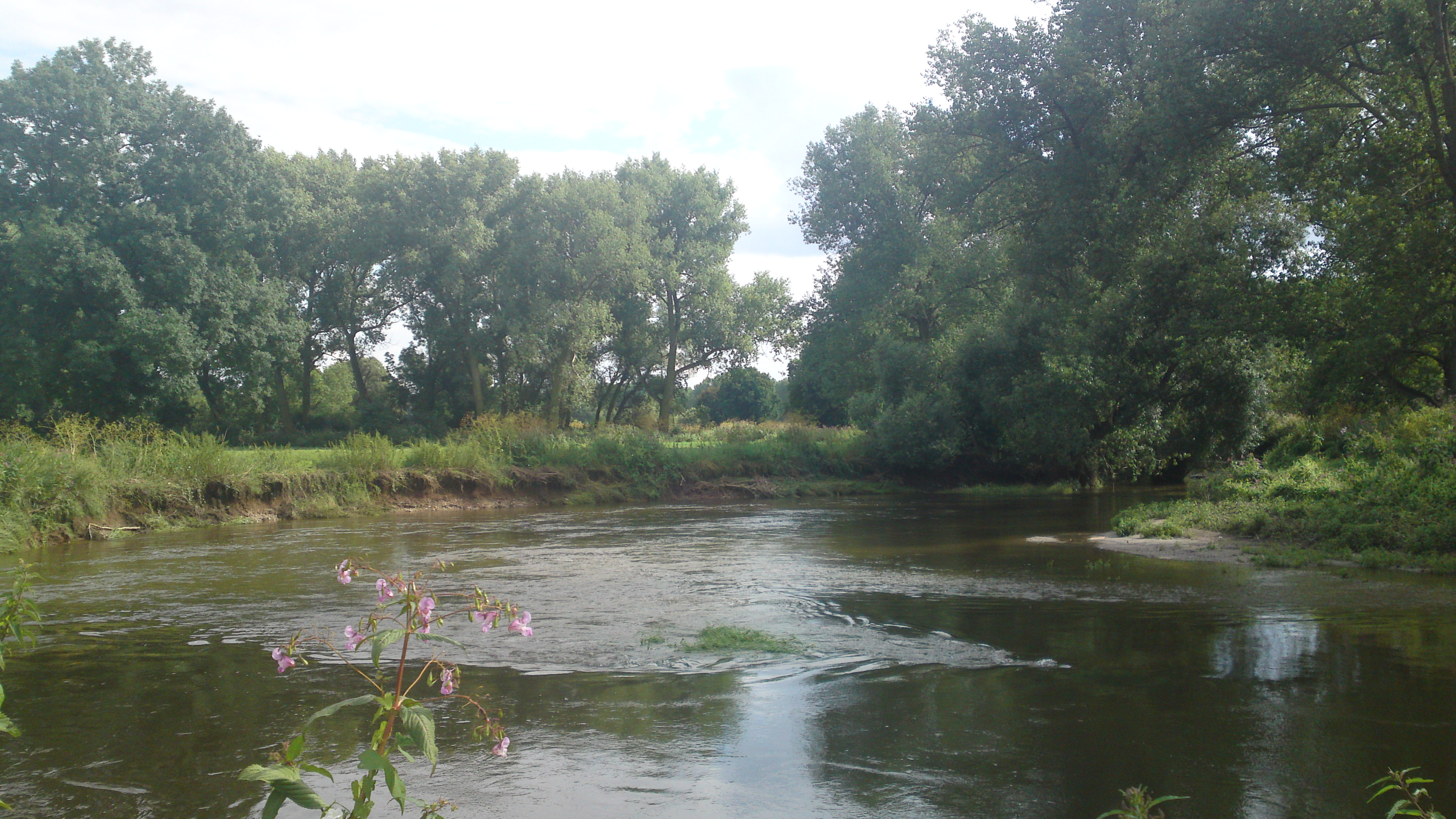
Die Weiße Elster bei Profen